# Jean Pangal
Jean [Ioan, Ion] Pangal [n. 25 ianuarie 1895 Nisa, Franța, d. 14 octombrie 1950 Lisabona, Portugalia) a fost fiul lui Alexandru Emanoil Pangal [n. 1854 (comuna Păngălești, județul Vlașca) – d. 6/19 iunie 1901] din căsătoria acestuia – oficiată la Craiova în data de 27 aprilie 1889 – cu Maria P. Brătășanu [n. 1867 (comuna Șopârlița, județul Romanați)]. Jean Pangal s-a căsătorit, în aprilie 1925, cu Angela T. Djuvara (o mătușă îndepărtată a istoricului Neagu Djuvara). Atât în ceea ce privește linia de descendență paternă, cât și cea maternă, Jean Pangal avea origini boierești, asemenea soției sale, de altfel. Trebuie făcută precizarea potrivită căreia neamurile Pangal, Brătășanu și Djuvara sunt familii boierești de rang terțiar (în Țara Românească) și de sorginte alogenă .
Jean Pangal a fost adeptul intrării României în război de partea Antantei (Anglia- Franța-Rusia) și a ocupat funcția de director al ziarului România. Pentru o foarte scurtă perioadă devine Secretar al Consiliului pentru Unitatea Românilor (în 1918). În 1919 fondează ziarul Social-Țărănismul, iar în 1920 Partidul Social Țărănesc, unit în 1922 cu Partidul Țărănesc. A fost un apropiat al regelui Carol al II-lea și a contribuit semnificativ la vizita Reginei Maria în Statele Unite ale Americii în 1926. A fost numit, la 1928, delegat tehnic la Liga Națiunilor pentru propaganda românească în străinătate.
Jean Pangal a fost licențiat [diploma nr. 1659/09.11.1915] și doctor [diploma nr. 18/25.02.1917] în drept al Universității din Iași. A fost deputat în Parlamentul României (1927-1928, 1931-1932), subsecretar de stat pentru presă și informații în cadrul Președinției Consiliului de Miniștri (1931) și Ministerului de Externe (1931-1932), trimis extraordinar și ministru plenipotențiar al României în Spania (1938-1939) și Portugalia (1939-1940). Totodată, Jean Pangal a fost Suveran Mare Comandor al Supremului Consiliu al Ritului Scoțian Antic și Acceptat din România [RSAAR] (1922-1937, 1944-1948) și Mare Maestru al Mari Loji Naționale din România [MLNR] (1928-1929). A fost, practic, conducătorul absolut al Francmasoneriei Române Regulare din perioada interbelică. În această calitate, Pangal prezida atât ședințele de Mare Consiliu al MLNR, cât și pe cele ale Supremului Consiliu al RSAAR. Mai mult decât atât, Suveranul Mare Comandor al României se bucura pretutindeni, pe plan național și internațional, de recunoașterea rangului și prestigiului său. La vremea lui, Jean Pangal a făcut parte din conducerea masoneriei mondiale [de rit scoțian], formată din șapte Suverani Mari Comandori, care se reuneau o dată la 5 ani, pentru a hotărî asupra direcțiilor generale de urmat și directivelor de aplicat. La o asemenea reuniune masonică internațională, ținută în luna iunie 1935 la Bruxelles, a fost invitat să participe și Suveranul Mare Comandor al României. Trebuie recunoscut faptul că influența internațională a masoneriei române și a conducătorului acesteia a crescut, în perioada interbelică, mai cu seamă odată cu punerea în adormire sau cu interzicerea reuniunilor masonice în unele state europene, care au abandonat democrația și au început să experimenteze regimuri politice dictatoriale sau totalitare, precum Rusia bolșevică, Italia fascistă, Germania nazistă, Spania franchistă sau Portugalia salazaristă.
Fruntaș al Uniunii Agrare (Argetoianu) din 1932, Pangal a fost adeptul unei guvernări dictatoriale. El a pus în adormire, în februarie 1937, Francmasoneria Regulară din România.
A revenit în România pentru scurtă vreme în 1944, pentru a reactiva masoneria română, care a intrat din nou în adormire în 1948. I s-a retras cetățenia română în 1948. Membru fondator la lojii masonice a românilor din emigrație, România Unită, în 1947. În 1950 a dus tratative cu Vaticanul pentru a produce un acord conform căruia pentru Biserica penticostală nu catolicismul, ci comunismul este dușmanul principal. Distins de Franța cu Legiunea de Onoare și de Rusia cu gradul de Comandor al Ordinului Sf. Stanislas.
În anul 2014, sociologul Bogdan Bucur a găsit sute de note informative ale serviciilor secrete românești din perioada interbelică legate de Jean Pangal într-un dosar asociat Casei Regale a României. Acestea au fost adunate în cartea Jean Pangal, documente inedite: 1932-1942: contribuții la analiza rețelelor sociale istorice, publicată în 2016 la Editura Rao.